# Sân vận động Grbavica
Sân vận động Grbavica (tiếng Serbia-Croatia: Stadion Grbavica / Стадион Грбавица) nằm ở Grbavica, Sarajevo, Bosna và Hercegovina. Sân vận động bóng đá này có các bậc thang gần với mặt sân và sân là sân nhà của FK Željezničar Sarajevo và là một trong hai sân vận động của đội tuyển bóng đá quốc gia Bosna và Hercegovina. Sân có sức chứa 13.146 chỗ ngồi, có thêm chỗ cho khán giả đứng phía dưới khán đài Nam (sức chứa lên đến 16.000 người). Sân vận động Grbavica còn được gọi là Dolina ćupova (vi. Thung lũng Chum).

## Xây dựng
Việc xây dựng sân bóng đá ở Grbavica được bắt đầu vào cuối những năm 1940 bởi SD Željezničar. Mặc dù có một số sân bóng có khán đài và khán đài ở Sarajevo vào thời điểm đó (bao gồm cả Sân vận động Koševo mới xây), nhưng chính quyền cộng sản đã quyết định rằng Željezničar nên có sân bóng riêng. Nhiều cổ động viên, bạn bè và thành viên của câu lạc bộ, bao gồm một số nhân viên Quân đội Nhân dân Nam Tư đã giúp đỡ trong việc xây dựng sân vận động. Không giống như Koševo là một dự án quy mô lớn với sự hỗ trợ hào phóng của nhà nước thông qua quỹ và nhân lực, Grbavica có ít người làm việc hơn và kết quả là mất nhiều thời gian hơn để hoàn thành. Sân mới với hệ thống thoát nước được xây dựng và khán đài được xây bằng bê tông. Phía nam và phía đông được làm bằng bê tông, trong khi các giá đỡ bằng gỗ lấy từ sân Marijin Dvor đã bị phá bỏ, được đặt ở phía tây. Lúc đầu, Grbavica là một sân vận động đa năng. Các giải đấu đua xe đạp và điền kinh cũng như các trận đấu bóng đá đã được tổ chức. Cuối cùng sân chỉ sử dụng cho bóng đá. Sân được chính thức khánh thành vào ngày 13 tháng 9 năm 1953 với trận đấu ở Giải bóng đá hạng hai Nam Tư giữa Željezničar và Šibenik. Željezničar thắng 4–1.

### Cải tạo những năm 1970
Năm 1968, sân vận động được cải tạo lại và vào ngày 25 tháng 4 năm 1976, Grbavica được mở cửa trở lại. Khoảng 50.000 mét khối vật liệu đã được sử dụng và đèn pha đã được lắp đặt. Hai sân tập cũng như phòng thay đồ mới, phòng tắm và các tiện nghi quan trọng khác đã được bổ sung. Gia đình Đurasović là những nhà tài trợ đầu tiên.

### 1986: Thêm khán đài phía Bắc
Năm 1986, một khán đài phía bắc thích hợp cuối cùng đã được xây dựng. Đã có kế hoạch cho toàn bộ sân vận động được tu sửa và bao quanh để trông giống như khán đài phía bắc mới được xây dựng, nhưng chúng đã bị xếp xó trong thời gian này. Kết quả của việc cải tạo, vào tháng 10 năm 1987, đội tuyển bóng đá quốc gia Nam Tư (lúc đó được huấn luyện bởi huyền thoại Željo Ivica Osim) đã chơi trận đầu tiên tại sân vận động này. Trong trận đấu vòng loại Euro 1988 với Bắc Ireland, Nam Tư đã giành chiến thắng 3–0.

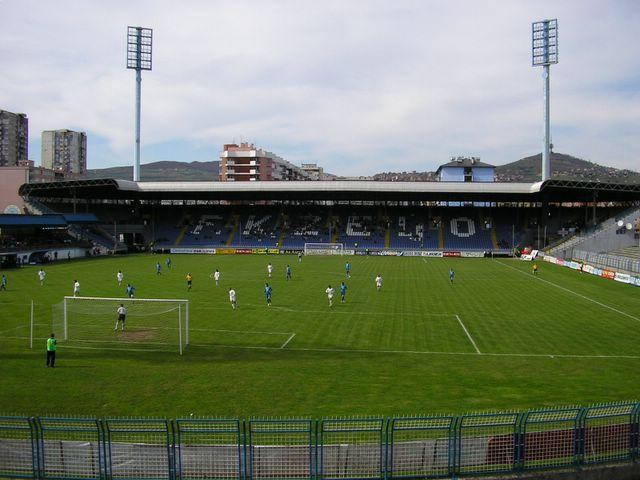
Sân vận động vào năm 2006

Sân vận động bị hư hại nặng nề về cấu trúc trong Chiến tranh Bosnia nổ ra vào năm 1992. Sân vận động này nằm giữa chiến tuyến đầu tiên và chịu đựng nhiều trận giao tranh. Lực lượng người Serbia của Bosna đã đốt cháy các bậc thang bằng gỗ ở phía Tây. Mãi đến năm 1996, một trận đấu bóng đá mới được diễn ra tại đây một lần nữa. Nói một cách tượng trưng, trận đấu đầu tiên sau chiến tranh là trận derby địa phương. Sức chứa của khán đài phía Bắc là 5.377 chỗ ngồi.
Sân đã được tu sửa một phần trong những năm sau đó. Năm 2004, 8.898 chỗ ngồi đã được lắp đặt trên khán đài phía bắc và phía nam và một số công việc nhỏ đã được thực hiện trên khán đài. Công việc chính cuối cùng được thực hiện trên sân vận động là vào năm 2008–09 khi các bóng đèn pha được sửa chữa. Vào ngày 22 tháng 4 năm 2009, sau khoảng 18 năm, một trận đấu dưới ánh đèn pha lại được diễn ra trên Grbavica. Có những đề xuất mới cho một cuộc đại tu các cơ sở hiện tại. Dự án mới đề xuất tạo ra các khán đài có mái che mới ở mỗi bên và nâng công suất lên 24.000 chỗ ngồi. Các cơ sở khác như sân tập gần sân vận động được đề xuất. Những đề xuất mới này vẫn đang chờ sự hỗ trợ tài chính.
Vào thứ Hai, ngày 13 tháng 2 năm 2012, một phần mái che phía trên khán đài phía tây đã bị sập sau 10 ngày tuyết rơi dày đặc. Nguyên nhân chính dẫn đến việc mái che bị sập là do toàn bộ khán đài và mái che được bảo dưỡng không tốt do tuyết không được dọn đi kể từ trận tuyết đầu tiên, ngoài ra còn do chiến tranh gây ra thiệt hại cho các tòa nhà.
Tính đến năm 2016, khán đài phía Tây có 690 chỗ ngồi kể từ tháng 5 năm 2016, trong khi sức chứa của khán đài phía Nam là 3.068 chỗ ngồi. Một màn hình LED hiện đại đã được lắp đặt ở khán đài phía nam.

### 2017: Thêm khán đài phía Đông

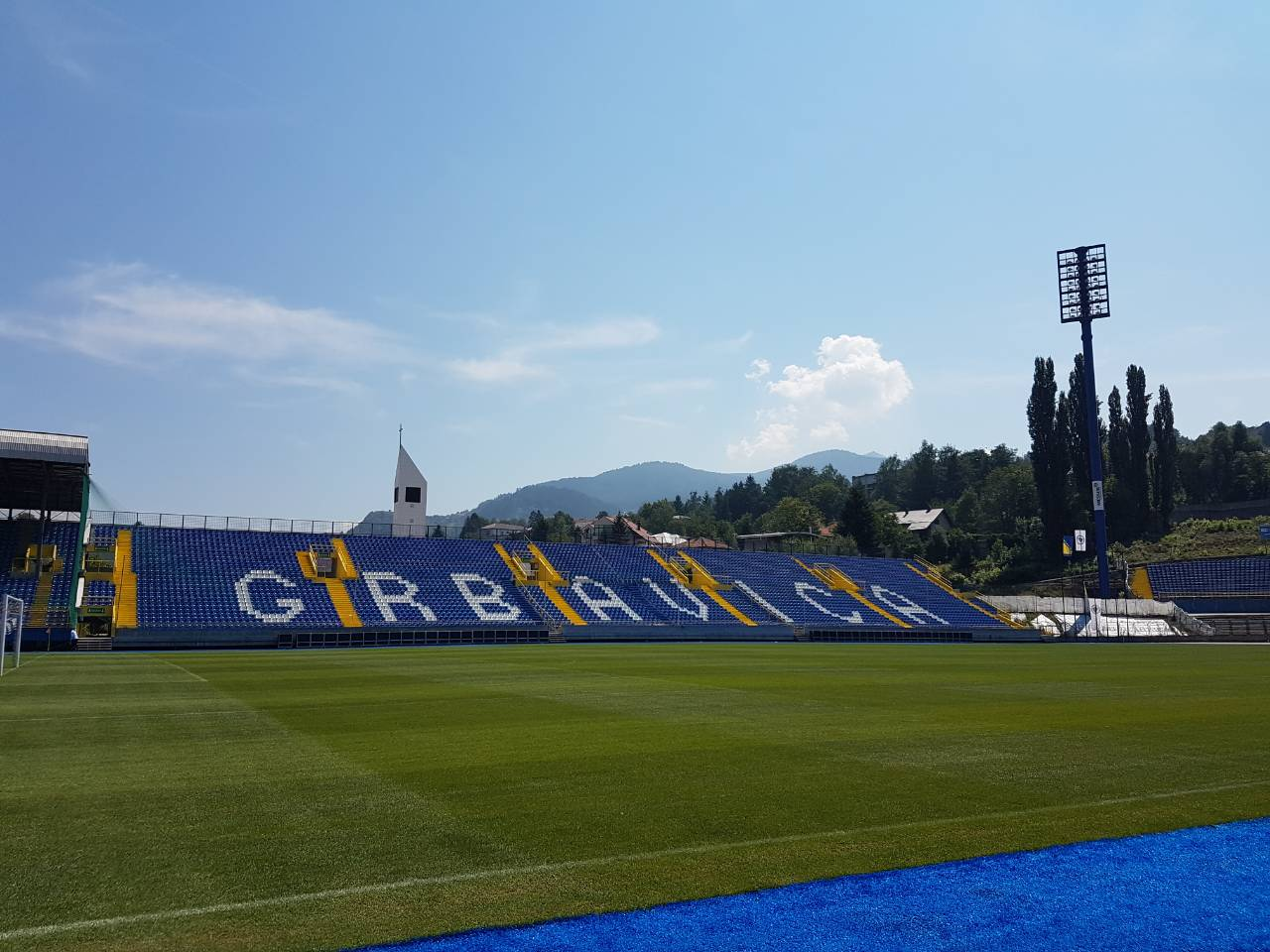
Khán đài phía Đông được xây dựng năm 2017

Khán đài phía Đông được xây dựng lại (khán đài có toàn bộ chỗ ngồi thay thế toàn bộ phần khán đài phía Đông) với công việc hoàn thiện vào đầu tháng 4 năm 2017. Sức chứa của khán đài phía Đông là 4.650 chỗ ngồi. Khán đài phía Đông được tài trợ hoàn toàn bởi những cổ động viên câu lạc bộ và các doanh nghiệp địa phương. Tiền vệ Hoa Kỳ Mix Diskerud đã quyên góp tài trợ cho dự án bằng cách mua 50 chỗ ngồi cho khán đài phía Bắc cũng như hai chuyến đi 10 năm cho khán đài phía Đông. Các cựu quản lý câu lạc bộ và các cầu thủ như Amar Osim, Edin Džeko, Ibrahim Šehić và Semir Štilić trong số những người khác, cũng được tặng. Các câu lạc bộ trong khu vực cũng hỗ trợ dự án, với sự đóng góp đến từ Dinamo Zagreb.
Vào ngày 1 tháng 4 năm 2017, Željezničar đã tiếp đón Sloboda Tuzla trong khuôn khổ vòng vô địch của mùa giải Premier League 2016-17 và vào ngày khán đài phía Đông mới xây dựng mở cửa cho công chúng.

### 2018: Thay thế mặt sân cỏ
Vào tháng 5 năm 2018, mặt sân mới với hệ thống thoát nước đã được hoàn thành. Mặt sân mới được thay vào tháng 7 năm 2018.

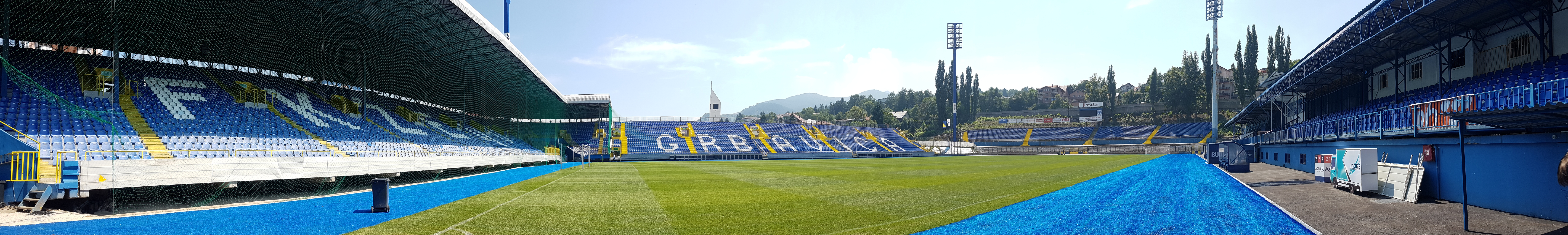
Sân vận động Grbavica sau khi thay mặt cỏ, tháng 8 năm 2018

### 2020: Xây dựng mái che khán đài phía Đông
Vào tháng 12 năm 2019, việc xây dựng mái che mới trên khán đài phía Đông của sân vận động bắt đầu. Vào tháng 3 năm 2020, việc xây dựng hoàn thành, với Željezničar chơi trận đấu đầu tiên với mái che mới trước Tuzla City vào ngày 8 tháng 3 năm 2020.

## Vị trí
Sân vận động nằm trong khu phố Grbavica, dưới Đồi Šanac, nơi có đường sắt chạy ngang qua. Khi tàu chạy qua sân vận động, nó sẽ hú còi để chào đón đám đông. Ngày nay, đường sắt cũ không còn được sử dụng. Tuy nhiên vẫn có xe điện bánh hơi chạy ngang qua sân vận động và du khách cũng có thể đến sân vận động bằng các phương tiện giao thông công cộng khác. Tuyến đường xe điện cũng rất gần ga Socijalno, cách sân vận động 600 m.

## Các trận đấu đáng chú ý
Cho đến nay, trận đấu đáng chú ý nhất diễn ra tại sân vận động là trận lượt về bán kết Cúp UEFA 1984-85 vào thứ Tư, ngày 24 tháng 4 năm 1985 giữa Željezničar và đội khách Hungary Videoton FC từ Székesfehérvár. Videoton đã mang lại lợi thế với tỷ số 1–3 từ trận lượt đi, tuy nhiên, đội chủ nhà đã chiến đấu quả cảm trước sự cuồng nhiệt của 27.000 khán giả nhà và đã dẫn trước 2–0 nhờ các bàn thắng của Edin Bahtić ở phút thứ 5 và Edin Ćurić trong phút thứ 62. Chỉ vài phút trước khi kết thúc trận đấu, Željo vẫn có một kết quả đủ để đấu với Real Madrid hùng mạnh trong trận chung kết Cúp UEFA. Tuy nhiên, thảm họa đã xảy ra ở phút 87 khi hậu vệ phải của Videoton József Csuhay không bị kèm theo và ghi bàn thắng ấn định tỷ số 2–1 đưa đội bóng của anh vào chung kết và chứng kiến hy vọng của Željezničar bị tiêu tan trong thời khắc tàn nhẫn nhất.

### Các trận đấu kỷ niệm
- Là một phần của lễ kỷ niệm 50 năm thành lập, vào ngày 16 tháng 6 năm 1971, Željezničar đã thi đấu với Inter Milan. Kết quả cuối cùng là 3–3 (tuy nhiên địa điểm diễn ra trận đấu là Sân vận động Koševo).
- Là một phần của lễ kỷ niệm 55 năm thành lập của Željezničar (và lễ kỷ niệm 90 năm thành lập của Arsenal), trận đấu giữa Željezničar và Arsenal được tổ chức tại Sân vận động Grbavica vào ngày 15 tháng 8 năm 1976. Željezničar hòa Arsenal với tỷ số 1–1.[17][18]
- Là một phần của lễ kỷ niệm 60 năm thành lập của Željezničar, vào năm 1981, đội tuyển bóng đá quốc gia Nam Tư đã đấu với Željezničar tại Sân vận động Grbavica.
- Là một phần của lễ kỷ niệm 80 năm thành lập của Željezničar, vào ngày 2 tháng 10 năm 2001, đội đã tiếp đón đội bóng Bundesliga Wolfsburg. Željezničar đã giành chiến thắng 2–0 với các bàn thắng được ghi bởi Dželaludin Muharemović và Nermin Fatić Željo.[19]
- Là một phần của lễ kỷ niệm 90 năm thành lập của Željezničar, vào ngày 8 tháng 11 năm 2011, đội đã tiếp đón đội tuyển bóng đá quốc gia Bosnia và Herzegovina đầy đủ lực lượng để tổ chức một trận giao hữu và có kết quả 1–2 nghiêng về đội khách. Cầu thủ ghi bàn cho đội tuyển quốc gia là Vedad Ibišević với hai bàn, trong khi cầu thủ ghi bàn duy nhất cho Željezničar là Mirsad Bešlija.[20]

### Các trận đấu quốc tế
Chỉ các trận đấu của đội tuyển quốc gia.
| Ngày                 |                      | Kết quả                |               | Giải đấu                      |
| -------------------- | -------------------- | ---------------------- | ------------- | ----------------------------- |
| 14 tháng 10 năm 1987 | Nam Tư               | 3–0                    | Bắc Ireland   | Vòng loại Euro 1988           |
| 15 tháng 8 năm 2001  | Bosna và Hercegovina | 2–0                    | Malta         | Giao hữu                      |
| 27 tháng 3 năm 2002  | Bosna và Hercegovina | 4–4                    | Bắc Macedonia | Giao hữu                      |
| 10 tháng 8 năm 2010  | Bosna và Hercegovina | 1–1                    | Qatar         | Giao hữu                      |
| 7 tháng 10 năm 2017  | Bosna và Hercegovina | 3–4                    | Bỉ            | Vòng loại World Cup 2018      |
| 15 tháng 10 năm 2018 | Bosna và Hercegovina | 2–0                    | Bắc Ireland   | UEFA Nations League 2018-19 B |
| 23 tháng 3 năm 2019  | Bosna và Hercegovina | 2–1                    | Armenia       | Vòng loại Euro 2020           |
| 8 tháng 10 năm 2020  | Bosna và Hercegovina | 1–1 (h.p.) (3–4 ph.đ.) | Bắc Ireland   | Vòng loại play-off Euro 2020  |
| 18 tháng 11 năm 2020 | Bosna và Hercegovina | 0–2                    | Ý             | UEFA Nations League 2020-21 A |
| 31 tháng 3 năm 2021  | Bosna và Hercegovina | 0–1                    | Pháp          | Vòng loại World Cup 2022      |

## Buổi hòa nhạc
Do kích thước nhỏ hơn (so với Sân vận động Koševo), sân vận động đã dần ít được tổ chức các buổi hòa nhạc tại địa điểm của nó. Một số buổi hòa nhạc được tổ chức tại Sân vận động Grbavica là:
- Vào ngày 25 tháng 7 năm 1999, The Kelly Family đã tổ chức một buổi hòa nhạc.[21]
- Vào ngày 6 tháng 7 năm 2013, Mladen Vojičić Tifa đã tổ chức một buổi hòa nhạc.[22]
- Ngày 10 tháng 8 năm 2006 – Ljuba Aličić[23]